# Guitar Music
Albums de James Blood Ulmer, Rodolphe Burger
Hôtel Robinson (2002)
Guitar Music est un album de blues électrique de James Blood Ulmer et de Rodolphe Burger accompagnés par Marco de Oliveira (Madeo) et Arnaud Dieterlen sorti en 2003. 

## Liste des titres
| 1.    | House People                     | James Blood Ulmer                                                   | 3:41 |
| 2.    | Are You Glad To Be In America?   | James Blood Ulmer                                                   | 4:30 |
| 3.    | Cheering                         | James Blood Ulmer                                                   | 5:27 |
| 4.    | Blues Allnight                   | James Blood Ulmer                                                   | 4:51 |
| 5.    | Long-Legged Fly                  | Rodolphe Burger, William Butler Yeats                               | 5:05 |
| 6.    | Play With Fire                   | Bill Wyman, Brian Jones, Charlie Watts, Keith Richards, Mick Jagger | 5:39 |
| 7.    | Huit Couché                      | Rodolphe Burger, Thomas Lago                                        | 4:07 |
| 8.    | Let Me Take You Home             | James Blood Ulmer                                                   | 5:23 |
| 9.    | Unlimited Marriage               | Eugène Savitzkaya, Rodolphe Burger                                  | 5:08 |
| 10.   | High Tech                        | Rodolphe Burger                                                     | 4:29 |
| 11.   | Cheering (Piste bonus, en vidéo) | Bruno Herlin                                                        |      |
| 48:20 |                                  |                                                                     |      |